# Trupanea chilensis
Trupanea chilensis
 es una especie de insecto díptero que Macquart describió científicamente por primera vez en el año 1843.
Esta especie pertenece al género Trupanea de la familia Tephritidae.